# Iberia sumergida
«Iberia sumergida» és una cançó del grup espanyol de rock and roll Héroes del Silencio, pertanyent al seu quart àlbum d'estudi, Avalancha, publicat el 1995. Va ser el primer single de l'àlbum, i ha estat inclòs en discos recopilatoris i actuacions en directe. Va ser, a més, número 1 de la llista d'èxits de Los 40 Principals en dues ocasions, i el seu videoclip va rebre diversos premis, entre ells un Ondas el 1995.

## Format
La seva primera aparició va ser en format de senzill en CD, a principis de setembre de 1995 com a senzill promocional del nou àlbum del grup, Avalancha. També es va incloure el tema en un CD maxi que incloïa altres dues cançons.
El 18 de setembre de 1995 va sortir a la venda l'àlbum, compost de 12 cançons, del que «Iberia sumergida» va ser la número 4. Després ha estat inclosa en els àlbums Parasiempre (versió en directe, 1996), Edición del milenio (2000), Canciones 1984-1996 (2000), Antología audiovisual (2004), El ruido y la furia (2005), The Platinum Collection (2006) i Tour 2007 (2007).

## La cançó
«Iberia sumergida» és un dels pocs temes composts per Enrique Bunbury, la lletra dels quals pot considerar-se explícita. La va compondre en un moment en què la corrupció a Espanya va aconseguir les seves cotes més altes, i mai va negar que «Iberia» representava Espanya i «sumergida», a la seva caòtica situació en aquell moment.
Amb les habituals metàfores emprades per Bunbury en les seves composicions, el tema aborda el tema del conformisme i la corrupció política i econòmica:
| « | amanecí con los puños bien cerrados y la rabia insolente de mi juventud. La ingenuidad nos absuelve de equivocarnos que cada uno aporte lo que sepa. Te hicieron pan y ahí te consumimos y la venganza es un trasto tan inútil. | » |

Instrumentalment, el tema està en la línia de la resta de cançons del disc, amb una producció més treballada i molt protagonisme de les guitarres, la qual cosa el va convertir en el disc del grup amb més influència del rock clàssic. «Iberia sumergida» és fàcilment recognoscible per la seva introducció realitzada amb l'harmònica pel mateix Bunbury.

## Llistes d'èxits
Aquesta cançó va ser l'únic tema en la història d'Héroes del Silencio que es va convertir en dues ocasions diferents en el número u de Los 40 Principales, la principal llista radiofònica d'èxits a Espanya. Ho va fer el 30 de setembre i el 4 de novembre de 1995.

## Videoclip
El videoclip del tema va ser realitzat per l'empresa audiovisual Factoria Clip, formada pel director de vídeos musicals Juan Marrero i per Carlos Miranda. Es va gravar en uns estudis madrilenys on es van simular unes cavernes on on queia vi constantment des del sostre, amb animals i estranys personatges al voltant del grup.
Aquest treball audiovisual va rebre el 1995 el premi Ondas al millor videoclip de l'any, i també la cadena musical MTV Latinoamérica el va incloure en el seu especial 100 Videos en 10 Años com un dels cent clips més importants emesos entre 1993 i 2003. El 2008, i basat en el mateix format, també es va incloure en l'especial 15 años, 150 videos.